# Philosophie politique de Platon
La philosophie politique de Platon est l'ensemble des thèses soutenues par le philosophe athénien dans son œuvre. Trois de ses livres traitent explicitement et principalement de politique : La République, Le Politique, et Les Lois. Pour Monique Dixsaut, le premier ouvrage « s'attache à une réforme de la culture et trace le plan d'une constitution modèle », tandis que Les Lois « sont destinées à fonder une cité de second rang dont elles déterminent la législation et les institutions ». Le Politique, enfin, traite de la science nécessaire au bon politique. 
La philosophie politique de Platon est marquée par un postulat pessimiste sur la nature humaine. Contrairement à son disciple Aristote, Platon soutient que « tout homme est pour tout homme un ennemi et en est un pour lui-même (Lois, 626c) » . Aussi le rôle de la politique consiste pour lui à créer l'unité et assurer l'harmonie dans la Cité, à travers, notamment, la vertu et l'éducation.

## Platon et son temps

### Platon et le contexte politique de son temps
Platon (428 - 348 av. J.-C.) est né dans une famille aristocratique. Par son père, il descend de Codros, le dernier roi d'Athènes, et par sa mère de Solon, un des Sept Sages. Sa mère, après la mort du père de Platon, s'est remariée avec Pyrilampès, un proche de Périclès.  À sa naissance, Athènes connaît une épidémie de peste qui brise son élan. De plus, elle connaît entre 431 et 404 trente ans de guerre avec Sparte, la guerre du Péloponnèse, qui se termine par la défaite d'Athènes et l'établissement du régime des Trente Tyrans parmi lesquels Platon compte de proches parents. Puis Thrasybule (Athènes) rétablit la démocratie. Mais son gouvernement condamne Socrate et le contraint au suicide en 399. Sa vie se déroule au moment où Athènes a définitivement perdu sa splendeur et son influence politique du Siècle de Périclès et où commence à s'affirmer le pouvoir macédonien de Philippe II de Macédoine qui vaincra la ville en 348, l'année de la mort de Platon. Durant la vie de Platon, le grand homme politique de l'Athènes libre sera Démosthène.

### Platon, une vie politique pratique marquée par l'échec
Les spécialistes anglo-saxons de Platon estiment en général que la philosophie de Platon est « le fruit d'une vocation politique manquée », selon la phrase de Victor Goldsmidt. Pour Lucien Jerphagnon, la mort de Socrate (auquel il fait dire dans Gorgias, 521d) : « Je crois être l'un des rares Athéniens, pour ne pas dire le seul, à pratiquer la science politique ») conduit Platon à « se mettre en quelque sorte en réserve de la République [et à] .. chercher à asseoir la pratique politique sur du solide, sur des vérités qui offriraient toutes garanties » En fait, durant sa vie, toutes ses tentatives d'influer sur la vie politique se solderont par des échecs. En 386, il veut influer sur la politique de Syracuse en soutenant un neveu de Denys de Syracuse et se fait expulser. En 367, Denys le Jeune l'appela auprès de lui et les choses tournèrent très mal.

### Platon et l'académie
Pour Lucien Jerphagnon, Platon aurait fondé l'Académie pour en faire une école d'hommes politiques et cette institution aurait contribué à un renouveau des législations de nombreuses cités . Un des plus célèbres membre de l'académie, Aristote (384-322)  intègre cette institution en 367. Platon l'appelle « le liseur » (ὁ ἀναγνώστης) ou « l'intelligence de l'école » (νοῦς τῆς διατριβῆς). À la mort de Platon en 348, Aristote espère lui succéder mais finalement c'est le neveu de Platon Speusippe qui lui est préféré. Notons ici qu'Aristote est à l'académie aux dates estimées de rédaction des  grandes œuvres politiques de Platon : La République, Le Politique, Les Lois.

### Platon et Aristote: des anthropologies politiques opposées
Pour Aristote, l'homme est un « animal politique », c'est-à-dire un être qui par nature vit dans une cité (en grec : polis), et où il peut s'épanouir en tant qu'il est sociable. Il voit la preuve que les hommes sont des êtres sociaux dans le fait que « la nature, qui ne fait rien en vain, les a dotés de la capacité de discourir, ce qui les rend capables de partager des concepts moraux tels que la justice ». L'homme n'est pas le seul animal social, car les abeilles, les guêpes, les fourmis et les grues sont aussi capables de s'organiser en vue d'un but commun.
Pour Platon, contrairement à Aristote, l'homme n'est pas un animal politique fait pour vivre dans une cité . Aussi le rôle de la politique est pour lui de créer de l'unité à travers la vertu et l'éducation notamment

« Car, en faisant remonter l'argument à son principe, tu l'as rendu plus clair, si bien qu'il te sera plus facile de découvrir que nous avions raison de dire tout à l'heure que, dans la vie publique, tous les hommes sont ennemis de tous les hommes, et que tout aussi bien dans la vie privée chaque individu est un ennemi pour lui-même (Lois, 626e) »

## Organisation de la Cité

### Le fondement économique de la cité
Au livre II de La République, Platon attribue la naissance de la cité au besoin (Khreia) des hommes de s'associer pour produire et à la nécessité de recourir à une division des tâches. Ainsi la cité naît-elle de l'économie. 

« Or, selon moi repris-je, la cité se forme parce que chacun d'entre nous se trouve dans  la situation de ne pas se suffire  à lui-même, mais, au contraire de manquer de beaucoup de choses. Y a-t-il, d'après toi, une autre cause à la fondation de la cité ?
- Aucune, dit-il.
- Dès lors, un homme recourt à un autre pour un besoin particulier, puis à un autre en fonction de tel autre besoin, et parce qu'ils manquent d'une multitude de choses, les hommes se rassemblent nombreux au sein d'une même fondation pour s'entraider. C'est bien à cette société que nous avons donné le nom de cité, n'est-ce pas?
- Exactement (République 369b-c) »

Pour Alexandre Koyré, ce n'est pas la crainte, comme le soutient Glaucon anticipant Hobbes, qui est à l'origine du contrat social, c'est la solidarité. La  cité, en s'agrandissant, entre en conflit avec ses voisins de sorte qu'une classe nouvelle apparaît : les guerriers.  Pour Platon, le guerrier doit être à la fois le défenseur et le protecteur de la cité, c'est-à-dire le gardien comme il les nommera dans La République.

### Gardiens et philosophe-roi

#### Les Gardiens
Le rôle du Gardien (Platon) est fondamental dans la cité platonicienne idéale et constitue le sujet de préoccupation principal des dix livres de La République. Les gardiens sont pris dans l'élite intellectuelle, morale et physique, quel que soit leur sexe. Leur éducation est particulièrement soignée car Platon reproche à Athènes de ne pas donner aux meilleurs, « une éducation réglée et contrôlée » à la manière des spartiates. La cité idéale que Platon dessine dans La République, bannit les fables et les livres qui peuvent tromper. Pour Monique Dixsaut, si la critique de Platon envers la poésie peut « sembler être la preuve irréfutable de son "totalitarisme" »,  elle peut s'expliquer par le fait qu'agissant directement sur l'âme, elle peut être vue comme neutralisant l'intelligence.

#### Le philosophe roi
Le philosophe, représenté par le personnage de Socrate, est une des figures centrales des dialogues de Platon,. Pourquoi Platon lie-t-il philosophe et roi ?  Dans La République (v, 473c-e), il écrit :

« A moins que, dis-je, les philosophes n'arrivent à régner dans les cités, ou à moins que ceux qui à présent sont appelés rois et dynastes ne philosophent de manière authentique et satisfaisante et que viennent coïncider l'un avec l'autre pouvoir politique et philosophie ; à moins que les naturels nombreux de ceux qui à présent se tournent séparément vers l'un ou l'autre n'en soient empêchés de force, il n'y aura  pas, mon ami Glaucon, de terme aux maux des cités ni, il me semble, à ceux du genre humain »

Pour Luc Brisson, le fait que Platon établisse une division des tâches entre les membres de la Cité, d'une part et, d'autre part, le fait que, pour lui, peu nombreux sont les êtres humains capables d'acquérir le « savoir et la maîtrise de soi qu'exige l'exercice du pouvoir . » expliqueraient la conception platonicienne du philosophe-roi.

## Régimes politiques et cycle des régimes
Au Livre VIII de La République, Platon décrit la manière dont on passe d’un régime politique à un autre. Cet enchaînement n’a pas, pour Platon, une valeur historique : comme dans le Timée, il s’agit de présenter une succession essentiellement logique. Platon en distingue donc cinq :
1. L’aristocratie, le gouvernement des meilleurs, est le seul régime parfait selon lui. Il correspond à l'idéal du « philosophe-roi », qui réunit pouvoir et sagesse entre ses mains. Ce régime est suivi de quatre régimes imparfaits :
2. La timocratie, régime fondé sur l'honneur ;
3. L’oligarchie, régime fondé sur les richesses ;
4. La démocratie, régime fondé sur l'égalité ;
5. La tyrannie, régime fondé sur le désir ; ce dernier régime marque la fin de la politique, puisqu'il abolit les lois.

Le déséquilibre dans les cités, par lequel on passe d'un régime à un autre, correspond au déséquilibre qui s'inscrit dans la hiérarchie entre les parties de l'âme. De même qu'une vie juste suppose que le noûs gouverne le thumos, et que celui-ci contrôle l’épithumia, la cité juste implique le gouvernement des philosophes, dont le noûs, la raison, est la vertu essentielle. Au contraire, le régime timocratique correspond au gouvernement du thumos, le courage et l'ardeur guerrière, vertus essentielles des soldats, ou gardiens de la cité, et le régime tyrannique à celui de l’épithumia : la tyrannie est donc un régime où seules dominent les passions du tyran.

## Mythes politiques

### Atlantide
Dans les dialogues Timée et Critias, Platon raconte l'histoire d'une île en avance, technologiquement et socialement, nommée Atlantide, qui aurait existé 9500 ans av. J.-C. Critias explique que cette histoire lui a été racontée par son grand-père Critias, qui la tenait de son père, Dropidès, qui la tenait de Solon, qui l'avait rapportée d'Égypte. Platon utilise un mythe permettant une réflexion sur sa conception d'une société juste et hiérarchisée : les Atlantes auraient été divisés en trois castes, comme les citoyens de la ville en discours de la République platonicienne.

## Définition de la politique
Platon crée en premier la distinction entre la politique (politikos), technique politique (tékhné politiké) et science politique (epistémé politiké).
Platon aborde ces thèmes dans son livre Le Politique. Dans cet ouvrage, il réfléchit sur les compétences techniques (techné politiké) que doit posséder un homme ou une femme politique pour produire de l'unité dans une cité pour lui fondamentalement plurielle . Alors que dans La République, il compare la cité à l'âme individuelle, dans Le Politique le second élément de la comparaison devient le "tissu". Pour Platon, une véritable technique politique (tékhné politiké) ne se limite pas à une activité pratique de mise en œuvre d'une politique, « elle suppose une véritable connaissance, une science (epistémé) » . Pour lui, cette science s'apparente plus aux mathématiques, c'est-à-dire plus à une science utile aux autres sciences, qu'à une science plus proche de la pratique. Elle est à la fois cognitive (gnostiké) et directive (eptaktiké). Il en résulte que, pour Platon, il ne suffit pas de pratiquer la politique pour être un politique. Il faut aussi détenir un savoir spécifique . 
Platon dans Le Politique utilise trois méthodes de recherche pour définir le politique : la division, le mythe et le paradigme. La division (diariesis) est la « méthode préférée du dialecticien ». Cette méthode est décrite dans le Phèdre, le Philèbe, le Sophiste et Le Politique. Elle consiste à prendre d'abord des choses ressemblantes puis à chercher à les diviser pour trouver des sous-ensembles plus homogènes.  Cette méthode aboutit à voir le politique comme un pasteur (nomeus) dont l'activité est de prendre soin (epimeleia) de son troupeau. Mais prendre soin est très vaste et nécessite des "intermédiaires". Donc pour Platon la division a échoué car elle ne peut prendre en compte les différentes fonctions attachées au politique .
Platon cherche ensuite à définir la politique à partir de mythes. Il part du règne de Kronos. Ce dernier se charge des êtres humains à un point tel que ces derniers n'ont rien à faire, ce que Platon ne semble guère apprécier tant il décrit cette vie de façon négative. Lorsque Kronos décide de ne plus s'occuper du monde, tout commence à marcher à l'envers et, par exemple, les hommes vivent alors de la vieillesse à la jeunesse. Cela conduit à l'échec. Arrive alors l'âge des dieux olympiens, où est rétabli l'« ordre immortel de l'univers » tout en laissant une certaine liberté aux hommes. Apparaît alors la violence et l'espèce humaine, menacée par les bêtes, « reçoit le don prométhéen des savoirs et techniques ». Le mythe conduit à deux réflexions : une sur le rapport à l'ordre universel et aux dieux ; la deuxième, sur la technique.
Toutefois, le mythe conduit à une impasse car on ne peut le corriger. Aussi, Platon cherche-t-il à définir la politique à partir du paradigme (paradeigma)  qui, selon Luc Brisson, vise à « suppléer aux déficiences de la division mais aussi et encore de faire apercevoir les ressemblances entre l'objet qu'on cherche à définir et un objet connu ». En effet, pour Platon, la connaissance de ce qui n'est pas connu ou pas bien connu n'est possible que par analogie à des choses parfaitement connues . Ce qui pose problème à Platon c'est, comme nous l'avons vu tant dans la division que dans le mythe, « le soin (épiméleia) que le politique prend de la communauté qu'il gouverne » .  Dans Le Politique, ce soin est comparé par un des participants au dialogue (L'Étranger) à la technique du tissage de la laine en partie parce que le tissage permet de fournir des vêtements qui protègent les hommes. Le tisseur travaille à partir d'un matériau préparé, d'où l'existence de technique auxiliaires (cardage, etc.), et se heurte à des techniques rivales (fabrication de tissu à partir du lin ; de la sparte, etc.) (Le Politique 280b-d). À ce moment, les interlocuteurs s'interrogent sur le rapport entre la technique politique et le tissage, ce qui les amène à une discussion sur la mesure. 

## Mesure
Platon très tôt s'est intéressé à la notion de mesure. Dans le Gorgias, Socrate reproche à Caliclès son indiscipline qu'il impute à son absence d'intérêt pour la géométrie. S'adressant à lui, il déclare : « vous n'avez pas remarqué qu'une égalité proportionnée (geometriké isotês) avait un grand pouvoir parmi les dieux et les hommes (Gorgias,408 a) ». Dans le Protagoras, Platon fait dire à Socrate que la vertu est l'art de mesurer (Metrêtikê techné). Toutefois, pour Dorothea Frede, cela ne veut pas dire que Platon soit un utilitariste. En effet, selon elle, il n'y a aucune indication que, jusqu'aux dialogues de la maturité, Platon prenne au sérieux l'idée de quantification de la vertu. C'est seulement avec le Timée et La Politique que nous trouvons « une exploration systématique du fait que la mesure et la proportion sont les conditions fondamentales du bien » . Dans La Politique, l'Étranger distingue deux types de mesure : la mesure quantitative et la mesure en tant que qualité, en tant que juste mesure. Il dit : 

« Il est clair que nous allons diviser la technique de la mesure en deux comme nous l'avons dit : en posant comme l'une de ses portions toutes les techniques pour lesquelles le nombre, la longueur, la profondeur, la largeur et la vitesse se mesurent par rapport à leurs contraires, et comme autre portion toutes les techniques qui se réfèrent à la juste mesure, à ce qui est convenable, opportun, requis, à tout ce qui tient le milieu entre les extrêmes (…) Le politique, 284 e). »

 La mesure en tant que qualité est liée à ce qui est adéquat (prepon), au bon moment (kairion), à ce qui devrait être (deon), à ce qui n'est pas extrême (meson) . La mesure en tant que quantité est développée dans le Philèbe. Toutefois, après avoir mis l'accent sur la nécessité de la précision numérique, notamment dans la procédure dialectique qui repose sur la division et sur la collection des données, Socrate affirme que la bonne vie repose sur un mélange de plaisir et de connaissance et il distingue quatre classes « (a) la limite (peras), (b) l'illimité (apeiron), (c) le mélange (meixis) de limite et d'illimité, ou (d) la cause (aitia) d'un tel mélange » . Pour Socrate, dans ce dialogue, « la raison divine est la source ultime de tout ce qui est bon et harmonieux dans l'univers, tandis que la raison humaine est seulement sa pauvre copie » . Pour Platon, alors que le plaisir tend à être illimité, la raison, au contraire, est la cause des mélanges efficaces. Chez lui, le plaisir n'est qu'un remède partiel au manque de bien. De plus, les plaisirs peuvent être trompeurs, nocifs et violents si celui qui les poursuit s'est trompé sur l'objet du plaisir ou sur la quantité . Dans le Philèbe, Platon voit les plaisirs comme nécessaires à l'équilibre physique et psychique des êtres humains, mais le plaisir n'est jamais chez lui qu'une compensation à l'imperfection humaine .

« Le plaisir ne serait qu'au cinquième rang de valeur…. Et non au premier, même si tous les bœufs et les chevaux et toutes les bêtes à l'envi témoignent du contraire par leur chasse à la jouissance ; le vulgaire s'y fie, comme les devins aux oiseaux, pour juger que les plaisirs sont les facteurs les plus puissants de la vie bonne, et regarde les amours des bêtes comme des témoins plus autorisés que ne le sont les amours nourris aux intuitions rationnelles de la muse philosophique (Philèbe 67 b) . »

Dans ces deniers écrits, Platon emploie l'idée de mesure droite dans son sens littéral en lien avec les progrès de l'astronomie de son temps. Les bonnes proportions donnent des entités et des mouvements stables. Comme les lois de la physique, les lois de la cité sont vues par Platon comme le moyen d'atteindre la paix civile et l'harmonie dans l'âme des citoyens en maitrisant les plaisirs et les douleurs.

« Il n'en reste pas moins que, lorsque les hommes s'interrogent sur les lois, toute leur enquête, ou peu s'en faut, porte sur les mœurs relatives aux plaisirs et aux douleurs qu'éprouvent aussi bien les cités que les particuliers. Ce sont là en effet les deux sources auxquelles la nature donne libre cours ; si l'on puise à ces sources auxquelles la nature donne libre cours où, quand et autant qu'il le faut, c'est le bonheur (Lois I 636e). »

Le second livre des Lois est consacré à l'étude de l'éducation qui fournit les bonnes habitudes nécessaires à la juste mesure entre les plaisirs et les peines. Dans ce livre, Platon anticipe Aristote qui verra la vertu comme la bonne mesure entre un excès et un manque.